# Zakerana
Die Einteilung der Lebewesen in Systematiken ist kontinuierlicher Gegenstand der Forschung. So existieren neben- und nacheinander verschiedene systematische Klassifikationen. 
Das hier behandelte Taxon ist durch neue Forschungen obsolet geworden oder ist aus anderen Gründen nicht Teil der in der deutschsprachigen Wikipedia dargestellten Systematik.

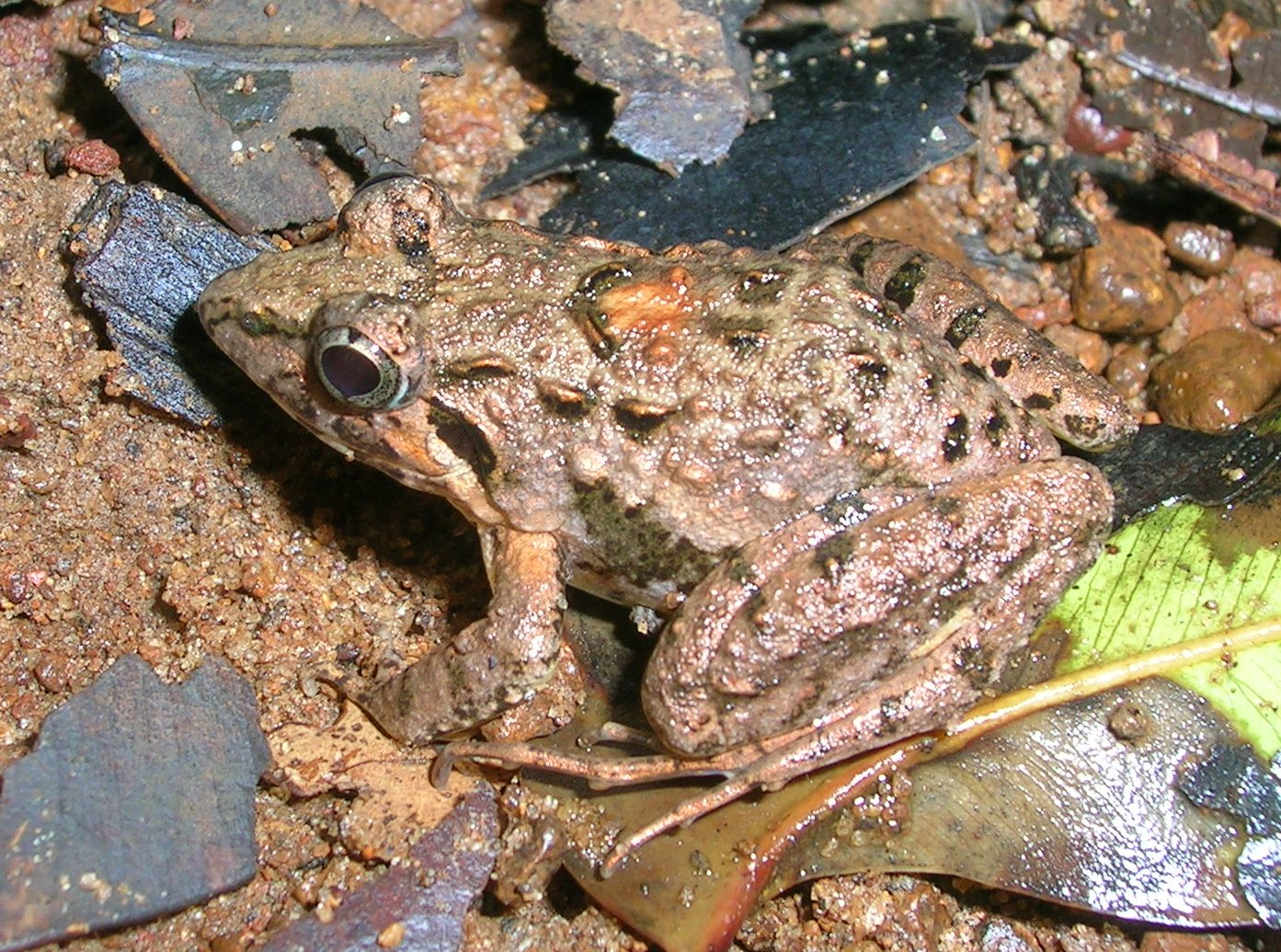
Fejervarya keralensis von 2011 bis August 2015 Zakerana keralensis

Als Zakerana wurde eine Gruppe von Froschlurchen aus der Familie Dicroglossidae bezeichnet, deren Vertreter in Südasien heimisch sind. Ihre systematische Stellung war jedoch umstritten und daher wurde die Gattung Zakerana im Jahr 2015 wieder mit der Gattung Fejervarya, aus der sie 2011 ausgegliedert worden war, synonymisiert.

## Beschreibung
Die Zakerana-Arten sind eine Gruppe kleiner Frösche mit nicht sehr spitzer oder leicht abgerundeter Schnauze. Das Tympanum ist relativ schmal. Die inneren metatarsalen Tuberkel sind klein, rundlich oder etwas länglich und seitlich zusammengedrückt. An den Füßen sind nur rudimentäre Schwimmhäute vorhanden. Die Tibien sind klein.

## Vorkommen
Die Gattung kommt in Südasien in Bangladesch, Indien, Nepal, Sri Lanka und Pakistan vor.

## Systematik
Zakerana wurde 2011 von Mohammad Sajid Ali Howlader als eigene Gattung erstbeschrieben. Sie umfasste 20 Arten, welche zuvor in die Gattung Fejervarya gestellt wurden. Die Gattung wurde nach Kazi Zaker Husain (1933–2011) benannt. 
Stand: 15. Mai 2015
- Zakerana asmati (Howlader, 2011)
- Zakerana brevipalmata (Peters, 1871)
- Zakerana caperata (Kuramoto, Joshy, Kurabayashi & Sumida, 2008)
- Zakerana granosa (Kuramoto, Joshy, Kurabayashi & Sumida, 2008)
- Zakerana greenii (Boulenger, 1905)
- Zakerana keralensis (Dubois, 1981)
- Zakerana kirtisinghei (Manamendra-Arachchi & Gabadage, 1996)
- Zakerana kudremukhensis (Kuramoto, Joshy, Kurabayashi & Sumida, 2008)
- Zakerana mudduraja (Kuramoto, Joshy, Kurabayashi & Sumida, 2008)
- Zakerana murthii (Pillai, 1979)
- Zakerana mysorensis (Rao, 1922)
- Zakerana nepalensis (Dubois, 1975)
- Zakerana nilagirica (Jerdon, 1854)
- Zakerana parambikulamana (Rao, 1937)
- Zakerana pierrei (Dubois, 1975)
- Zakerana rufescens (Jerdon, 1854)
- Zakerana sauriceps (Rao, 1937)
- Zakerana sengupti (Purkayastha & Matsui, 2012)
- Zakerana syhadrensis (Annandale, 1919)
- Zakerana teraiensis (Dubois, 1984)